# Samorodki
Samorodki (en rus: Самородки) és un poble (un possiólok) de l'óblast d'Uliànovsk, a Rússia, que en el cens del 2010 tenia 330 habitants. Pertany al districte de Barix.